# Шкірич Микола Романович
Микола Романович Шкірич (3 лютого 1895, містечко Копиль Слуцького повіту Мінської губернії, тепер місто Мінської області, Білорусь — 2 березня 1981, тепер Білорусь) — радянський діяч, робітник-шкіряник Мінського шкіряного заводу «Більшовик», член ЦВК Білорусі. Член Центральної контрольної комісії ВКП(б) у 1925—1934 роках.

## Життєпис
Народився 3 лютого 1895 (за іншими даними — 18 квітня 1900) року в містечку Копиль. Працював робітником.
Член РКП(б) з 1918 року.
З квітня 1919 року служив у Червоній армії, учасник Громадянської війни в Росії.
З 1921 року — робітник-шкіряник Мінського шкіряного заводу «Більшовик». Отримав звання «героя першої п'ятирічки» на заводі.
Працював в органах партійно-державного контролю.
Учасник німецько-радянської війни.
Після війни повернувся на Мінський шкіряний завод «Більшовик».
Потім — персональний пенсіонер. Помер 2 березня 1981 року.